# Olga Sossina
Olga Petrovna Sossina  - en russe : et en anglais : Olga Petrovna Sosina - (née le 27 juillet 1992 à Almetievsk en Russie) est une joueuse russe de hockey sur glace qui évolue au poste d'attaquante.
Elle a remporté deux médailles de bronze lors des championnats du monde féminin avec l'équipe nationale de Russie et quatre fois le championnat national féminin (2014, 2018, 2019 et 2021). Elle occupe le poste de capitaine de l'équipe nationale depuis 2017.

## Biographie

### Carrière internationale
Olga Sossina est sélectionnée dans l'équipe nationale russe féminine de hockey sur glace lors des Jeux olympiques d'hiver de 2010. Elle joue dans les cinq matchs et marque une fois ,.
Depuis sa première apparition en 2009, Sossina joue plusieurs fois pour la Russie aux championnats du monde féminin de hockey sur glace. Elle est membre des équipes qui remportent les médailles de bronze en 2013,,, et 2016.
Elle participe à trois tournois junior dans l'équipe féminine russe de hockey sur glace des moins de 18 ans,,.

## Statistiques

### En club
| Saison    | Équipe              | Ligue |                            | Saison régulière           | Saison régulière           | Saison régulière           | Saison régulière           | Saison régulière           |                            | Séries éliminatoires       | Séries éliminatoires       | Séries éliminatoires       | Séries éliminatoires | Séries éliminatoires |
| Saison    | Équipe              | Ligue | PJ                         | B                          | A                          | Pts                        | Pun                        | PJ                         | B                          | A                          | Pts                        | Pun                        |                      |                      |
| 2008-2009 | SKIF Nijni Novgorod | JHL   | Statistiques indisponibles | Statistiques indisponibles | Statistiques indisponibles | Statistiques indisponibles | Statistiques indisponibles | Statistiques indisponibles | Statistiques indisponibles | Statistiques indisponibles | Statistiques indisponibles | Statistiques indisponibles |                      |                      |
| 2009-2010 | SKIF Nijni Novgorod | JHL   | Statistiques indisponibles | Statistiques indisponibles | Statistiques indisponibles | Statistiques indisponibles | Statistiques indisponibles | Statistiques indisponibles | Statistiques indisponibles | Statistiques indisponibles | Statistiques indisponibles | Statistiques indisponibles |                      |                      |
| 2010-2011 | SKIF Nijni Novgorod | JHL   | 21                         | 22                         | 34                         | 56                         | 10                         | -                          | -                          | -                          | -                          | -                          |                      |                      |
| 2011-2012 | SKIF Nijni Novgorod | JHL   | 29                         | 43                         | 31                         | 74                         | 42                         | -                          | -                          | -                          | -                          | -                          |                      |                      |
| 2012-2013 | SKIF Nijni Novgorod | JHL   | 42                         | 45                         | 71                         | 116                        | 62                         | -                          | -                          | -                          | -                          | -                          |                      |                      |
| 2013-2014 | SKIF Nijni Novgorod | JHL   | 36                         | 62                         | 67                         | 129                        | 48                         | -                          | -                          | -                          | -                          | -                          |                      |                      |
| 2014-2015 | SKIF Nijni Novgorod | JHL   | Statistiques indisponibles | Statistiques indisponibles | Statistiques indisponibles | Statistiques indisponibles | Statistiques indisponibles | Statistiques indisponibles | Statistiques indisponibles | Statistiques indisponibles | Statistiques indisponibles | Statistiques indisponibles |                      |                      |
| 2015-2016 | Aguidel Oufa        | JHL   | 22                         | 27                         | 31                         | 58                         | 28                         | -                          | -                          | -                          | -                          | -                          |                      |                      |
| 2016-2017 | Aguidel Oufa        | JHL   | 35                         | 23                         | 40                         | 63                         | 75                         | -                          | -                          | -                          | -                          | -                          |                      |                      |
| 2017-2018 | Aguidel Oufa        | JHL   | 22                         | 19                         | 24                         | 43                         | 10                         | 5                          | 5                          | 5                          | 10                         | 2                          |                      |                      |
| 2018-2019 | Aguidel Oufa        | JHL   | 36                         | 31                         | 38                         | 69                         | 16                         | 6                          | 8                          | 3                          | 11                         | 0                          |                      |                      |
| 2019-2020 | Aguidel Oufa        | JHL   | 28                         | 20                         | 18                         | 38                         | 20                         | 5                          | 3                          | 3                          | 6                          | 6                          |                      |                      |
| 2020-2021 | Aguidel Oufa        | JHL   | 27                         | 18                         | 32                         | 50                         | 28                         | 6                          | 3                          | 3                          | 6                          | 2                          |                      |                      |
| 2021-2022 | Aguidel Oufa        | JHL   | 32                         | 25                         | 26                         | 51                         | 18                         | 3                          | 2                          | 2                          | 4                          | 0                          |                      |                      |
| 2022-2023 | Aguidel Oufa        | JHL   | 31                         | 13                         | 43                         | 56                         | 10                         | 10                         | 4                          | 6                          | 10                         | 6                          |                      |                      |

### En équipe nationale
| Année | Équipe                        | Compétition                   |   | PJ | B | A | Pts | Pun                |  | Résultat |
| 2008  | Russie - 18 ans               | Championnat du monde - 18 ans | 5 | 2  | 0 | 2 | 4   | Huitième place     |  |          |
| 2009  | Russie - 18 ans               | Championnat du monde - 18 ans | 5 | 5  | 1 | 6 | 10  | Septième place     |  |          |
| 2009  | Russie                        | Championnat du monde          | 3 | 1  | 0 | 1 | 0   | Cinquième place    |  |          |
| 2010  | Russie - 18 ans               | Championnat du monde - 18 ans | 5 | 3  | 1 | 4 | 4   | Huitième place     |  |          |
| 2010  | Russie                        | Jeux olympiques               | 5 | 0  | 0 | 0 | 2   | Sixième place      |  |          |
| 2011  | Russie                        | Championnat du monde          | 6 | 1  | 2 | 3 | 0   | Quatrième place    |  |          |
| 2012  | Russie                        | Championnat du monde          | 4 | 0  | 0 | 0 | 2   | Sixième place      |  |          |
| 2013  | Russie                        | Championnat du monde          | 3 | 0  | 0 | 0 | 0   | Médaille de bronze |  |          |
| 2014  | Russie                        | Jeux olympiques               | 6 | 3  | 1 | 4 | 2   | Disqualifiéé       |  |          |
| 2015  | Russie                        | Championnat du monde          | 6 | 3  | 2 | 5 | 2   | Quatrième place    |  |          |
| 2016  | Russie                        | Championnat du monde          | 6 | 3  | 2 | 5 | 2   | Médaille de bronze |  |          |
| 2017  | Russie                        | Championnat du monde          | 4 | 1  | 0 | 1 | 2   | Cinquième place    |  |          |
| 2018  | Athlètes olympiques de Russie | Jeux olympiques               | 6 | 2  | 0 | 2 | 0   | Quatrième place    |  |          |
| 2019  | Russie                        | Championnat du monde          | 7 | 1  | 1 | 2 | 2   | Quatrième place    |  |          |
| 2021  | Russie                        | Championnat du monde          | 7 | 1  | 1 | 2 | 6   | Cinquième place    |  |          |
| 2022  | Athlètes olympiques de Russie | Jeux olympiques               | 1 | 0  | 0 | 0 | 0   | Cinquième place    |  |          |